# Fajr-3 (misil)
Se cree que el Fajr-3, de fabricación iraní, es un misil balístico de alcance medio con un alcance desconocido (estimado 2.000 kilómetros, 1.250 millas).
Los Cuerpos de la Guardia Revolucionaria Islámica dieron a conocer el misil durante los juegos de guerra del Santo Profeta el 31 de marzo de 2006. El comandante de la Fuerza Aeroespacial del Cuerpo de la Guardia Revolucionaria Islámica, el general de brigada Hossein Salami, anunció en televisión "el exitoso lanzamiento de prueba de un nuevo misil con mayores capacidades técnicas y tácticas que los los producidos anteriormente". No especificó el alcance del misil, que puede variar según la carga útil.